# Cras (cognom romà)
Cras (en llatí: Crassus) va ser un cognomen de l'antiga Roma que van diverses gentes, principalment la Licínia, la Papíria, la Clàudia, la Vetúria i l'Otacília. L'adjectiu crassus en llatí significa 'gras'.

## Gens Licínia
Els Licini Cras foren una de les branques més importants de la gens Licínia. L'ancestre és Publi Licini Cras, el germà de Gai Licini Var, cònsol el 236 aC, i consta de diverses branques més: la dels Dives, iniciada pel seu fill, Publi Licini Cras Dives (cònsol 205 aC); i dues més, que descendeixen de Gai Licini Cras, germà de l'anterior, a partir dels seus fills, Publi Licini Cras i Gai Licini Cras, cònsols el 171 aC i 168 aC respectivament.
El personatge més important de la família fou, amb diferència, Marc Licini Cras, membre del Primer Triumvirat, descendent de la branca de Publi Licini Cras, cònsol el 171 aC.

## Gens Papíria
- Marc Papiri Cras, cònsol el 441 aC
- Luci Papiri Cras, cònsol el 436 aC
- Gai Papiri Cras, cònsol el 430 aC
- Gai Papiri Cras, cònsol 384 aC
- Luci Papiri Cras, cònsol el 382 aC
- Espuri Papiri Cras, tribú amb potestat consular el 382 aC
- Luci Papiri Cras, cònsol el 368 aC
- Luci Papiri Cras, cònsol el 336 aC
- Marc Papiri Cras, dictador el 332 aC
- Luci Papiri Cras, mestre de la cavalleria el 324 aC de Luci Papiri Cursor Mugil·là
- Luci Papiri Cras, censor el 318 aC

## Gens Clàudia
- Api Claudi Cras, cònsol el 451 aC
- Publi Claudi Cras, fill de l'anterior
- Api Claudi Cras, tribú amb potestat consular el 424 aC
- Api Claudi Cras, cònsol el 349 aC
- Gai Claudi Cras, dictador el 337 aC

En algunes fonts el cognom apareix com a Crassí

## Gens Vetúria
- Espuri Veturi Cras Cicurí, decemvir el 451 aC
- Tit Veturi Cras Cicurí, decemvir el 451 aC
- Espuri Veturi Cras Cicurí, tribú amb potestat consular el 417 aC
- Marc Veturi Cras Cicurí, tribú amb potestat consular el 399 aC
- Gai Veturi Cras Cicurí, tribú amb potestat consular el 377 aC

## Gens Otacília
- Mani Otacili Cras, cònsol el 263 aC
- Tit Otacili Cras, cònsol el 261 aC
- Tit Otacili Cras, pretor el 217 aC

## Gens Calpúrnia
- Calpurni Cras, legat durant la Primera Guerra Púnica (256 aC)
- Gai Calpurni Cras Frugi Licinià, cònsol sufecte l'any 87, conspirador contra Nerva

## Altres famílies
- Marc Aquili Cras, pretor el 43 aC
- Luci Canidi Cras, cònsol sufecte el 40 aC
- Ninni Cras, poeta romà que traduí la Ilíada al llatí, segons Priscià
- Luci Octavi Cras, cònsol sufecte el 111
- Gai Atili Cras, sacerdot durant el regnat d'Antoní Pius